# 蓝颏青蜂鸟属
蓝颏青蜂鸟属（学名：Chlorestes）是雨燕目蜂鸟科的一个属，包含以下5个物种：
- 白腹绿蜂鸟 Chlorestes candida
- 蓝喉红嘴蜂鸟 Chlorestes eliciae
- 白颊红嘴蜂鸟 Chlorestes cyanus
- 紫腹蜂鸟 Chlorestes julie
- 蓝颏青蜂鸟 Chlorestes notata

该属最初是只包含蓝颏青蜂鸟一个物种的单型属，2014年发表的分子系统学研究将其它物种转移至本属。